# Стефюк, Мария Юрьевна
Мария Юрьевна Стефю́к (укр. Марія Юріївна Стеф'юк; род. 1948) — советская, украинская оперная певица (лирико-колоратурное сопрано). Народная артистка СССР (1985). Герой Украины (2008).

## Биография
Мария Стефюк родилась 16 июля 1948 года в селе Рожнов (ныне Косовский район, Ивано-Франковская область, Украина).
Училась в Снятинском музыкально-педагогическом училище. В 1973 году окончила Киевскую консерваторию (ныне Национальная музыкальная академия Украины имени П. И. Чайковского) (класс вокала Н. Захарченко).
С 1972 по 2013 год — солистка Киевского театр оперы и балета им. Т. Шевченко, дебютировала в партии Марфы в опере Н. А. Римского-Корсакова «Царская невеста».
В 1981 году принимала участие в Международном фестивале им. М. П. Мусоргского, где она исполнила партию Параси («Сорочинская ярмарка» М. П. Мусоргского) на сцене театра «Ла Скала» (Милан).
Выступает в концертах, в основном в камерном жанре. Также в репертуаре произведения советских и зарубежных композиторов, украинские народные песни.
Гастролирует за рубежом: Канада, США, страны Западной Европы и др.
Записывается на радио и компакт-диски.
С 2000 года преподаёт на кафедре сольного пения в Национальной музыкальной академии Украины им. П. Чайковского (профессор).
В 2009 году выступила во Львовской филармонии вместе с капеллой бандуристов.
С 2010 года — член Комитета по Национальной премии Украины им. Т. Шевченко.

### Семья
- Отец — Юрко (ум. 1969).
- Мать — Мария (девичья фамилия Сергейчук, ум. 2002).
- Сестра — Анна.
- Дважды была замужем. Детей нет.

## Награды и звания
- Герой Украины с вручением ордена Державы (2008) — за значительный личный вклад в развитие украинской культуры и искусства, весомые творческие достижения и по случаю 140-летия со дня основания Национального академического театра оперы и балета Украины имени Т. Г. Шевченко[1]
- Народная артистка Украинской ССР (1979)
- Народная артистка СССР (1985) — за большие заслуги в развитии советского музыкального искусства[2]
- Премия Ленинского комсомола (1982) — за высокое исполнительское мастерство
- Государственная премия Украинской ССР им. Т. Шевченко (1988) — за исполнение партий Марфы, Джильды, Виолетты и Милуши в оперных спектаклях «Царская невеста» Н. А. Римского-Корсакова, «Риголетто» и «Травиаты» Дж. Верди, «Ярослав Мудрый» Г. И. Майбороды и концертно-исполнительскую деятельность (1985—1987)
- Орден княгини Ольги I степени (2003) — за весомый личный вклад в развитие украинской культуры и искусства, многолетнюю творческую деятельность и высокое исполнительское мастерство[3][4]
- Орден княгини Ольги II степени (2001) — за весомый личный вклад в развитие украинского оперного и балетного искусства, высокий профессионализм[5]
- Орден княгини Ольги III степени (1998) — за весомый личный вклад в развитие культуры и искусства Украины, высокие творческие достижения[6]
- Орден Дружбы (2003, Россия) — за большой вклад в развитие искусства и укрепление российско-украинских культурных связей[7]
- Почётная грамота Кабинета Министров Украины (1998) — за весомый личный вклад в развитие национального искусства, высокое профессиональное мастерство[8]

## Партии
- «Царская невеста» Н. А. Римского-Корсакова — Марфа
- «Травиата» Дж. Верди — Виолетта
- «Риголетто» Дж. Верди — Джильда
- «Ярослав Мудрый» Г. И. Майбороды — Милуша
- «Сорочинская ярмарка» М. П. Мусоргского — Парася
- «Тарас Бульба» Н. В. Лысенко — Марильца
- «Иван Сусанин» М. И. Глинки — Антонида
- «Пиковая дама» П. И. Чайковского — Прилепа
- «Искатели жемчуга» Ж. Бизе — Лейла
- «Манон» Ж. Массне — Манон
- «Гугеноты» Дж. Мейербер — Маргарита Валуа
- «Лючия ди Ламмермур» Г. Доницетти — Лючия
- «Севильский цирюльник» Дж. Россини — Розина
- «На русалчин великдень» Н. Д. Леонтовича — Новая Русалка

## Фильмография
- 1978 — Наталка Полтавка — вокал